# Roger Wolcott (Massachusettspolitiker)
Roger Wolcott, född 13 juli 1847 i Boston, Massachusetts, död 21 december 1900 i Boston, var en amerikansk politiker (republikan). Han var viceguvernör i delstaten Massachusetts 1893–1897 (tillförordnad guvernör 1896–1897) och därefter guvernör 1897–1900.
Wolcott utexaminerades 1870 från Harvard University och avlade fyra år senare juristexamen vid Harvard Law School. År 1893 efterträdde han William H. Haile som viceguvernör och efterträddes 1897 av Winthrop M. Crane. Guvernör Frederic T. Greenhalge avled 1896 i ämbetet och Wolcott blev tillförordnad guvernör. Därefter valdes Wolcott till guvernör och innehade ämbetet fram till januari 1900. Senare samma år blev Wolcott erbjuden tjänsten som ambassadör i Italien men han tackade nej till erbjudandet. Han avled i december 1900 och gravsattes på Mount Auburn Cemetery i Cambridge.